# Oreocarya jonesiana
Oreocarya jonesiana är en strävbladig växtart som beskrevs av Edwin Blake Payson. Oreocarya jonesiana ingår i släktet Oreocarya och familjen strävbladiga växter. Inga underarter finns listade i Catalogue of Life.